# Asahi Kasei
Asahi Kasei Corporation (яп. 旭化成株式会社 Асахи Касэй кабусики-гайся, AKC) — японская химическая компания. Компания основана в мае 1931 года в городе Нобеока. Сейчас штаб-квартира находится в Токио, а офисы и филиалы расположены по всей Японии, а также в КНР, Сингапуре, Таиланде, США и Германии. Компания зарегистрирована на Токийской фондовой бирже, её акции входят в индекс Nikkei 225. В списке крупнейших компаний мира Forbes Global 2000 в 2022 году заняла 740-е место.

## История
Компания была основана 21 мая 1931 года под названием Nobeoka Ammonia Fiber Company, первоначально занималась производством аммиака, азотной кислоты и других химикатов. В 1933 году поглотила компании Japan Bemberg Fiber Company (производитель ткани купро) и Asahi Fabric Company (производитель вискозы, основана в 1922 году), объединённая компания стала называться Asahi Bemberg Fiber Company. В 1935 году компания начала производство глутамата натрия. В 1943 году был куплен производитель взрывчатых веществ Japan Nitrogenous Explosives. В 1946 году компания изменила название на Asahi Chemical Industry, а в 1949 году разместила свои акции на фондовых биржах Токио, Осаки и Нагои. В 1952 году было создано нефтехимическое совместное предприятие с Dow Chemical. В 1957 году было начато производство полистирола, а в 1959 году — акрилового волокна. В 1967 году компания вышла на рынок строительных материалов, начав производство автоклавного газобетона. В 1974 году было создано подразделение медицинского оборудования. В 1992 году была поглощена фармацевтическая компания Toyo Jozo. В 2001 году название компании было изменено на Asahi Kasei Corporation. В 2012 году была куплена ZOLL Medical Corporation (США, реанимационное оборудование), а в 2015 году — Polypore International (США, микропористые мембраны). В 2018 году был приобретен американский производитель материалов для оформления салонов автомобилей Sage Automotive Interiors.

## Деятельность
Основные подразделения по состоянию на март 2021 года:
- Материалы — синтетические волокна, нетканые текстильные материалы, нефтехимическая продукция; 47 % выручки;
- Дома — строительство недвижимости, производство строительных материалов; 33 % выручки;
- Здравоохранение — производство лекарств и медицинского оборудования, медицинские услуги; 20 % выручки.

Выручка за 2020/21 финансовый год составила 2,106 трлн иен ($19,1 млрд), из них 1,204 трлн иен пришлось на Японию, 199 млрд иен — на Китай, 215 млрд иен — на остальную Азию, 336 млрд иен — на Америку, 125 млрд иен — на Европу.